# Дукас, Стратис
Стратис Дукас (греч.  Στρατής Δούκας  Мосхонисиа османской Малой Азии 1895- Афины 26 ноября 1983) — греческий писатель, художник и теоретик искусства.

## Биография
Стратис Дукас родился в 1895 году на островках Мосхонисиа, недалеко от малоазийского города Кидониес (Айвалык), населённых в то время исключительно греками и расположенных напротив острова Лесбос.
Дукас окончил гимназию в Кидониес (Айвалык) и впоследствии, в 1912 году, продолжил учёбу на юридическом факультете Афинского университета. Здесь он поселился вместе с земляком и будущим художником и писателем Фотисом Кондоглу, с которым был связан дружбой с гимназических лет. Дукас прервал учёбу с началом Первой мировой войны. После Национального раскола, вступил в 1916 году добровольцем в «Движение Национальной обороны». Принял участие в боях в Македонии. После капитуляции Болгарии и Османской империи, принял участие в малоазийском походе греческой армии (1919—1922), где был ранен. Был награждён серебряным крестом За храбрость.
После Малоазийской катастрофы, был демобилизован в 1923 году. Проявил интерес к внедрению в континентальную Грецию восточных ремёсел, в частности гончарного производства Кютахьи и восточного ковроткачества. Одновременно, после того как Дукас сдружился, кроме Кондоглу, с художником Папалукасом и скульптором Халепасом, он начал проявлять интерес к изобразительному искусству. Однако его работа, как художника, незначительна.
Дукас сотрудничал с газетой «Македония», а также другими газетами македонской столицы. Его поездки, в качестве журналиста, дали ему, кроме прочего, материал для «Истории одного пленного», повествования-документа, которое сразу принесло ему в 1929 году признание, как одного из самых значительных писателей своего поколения. С началом греко-итальянской войны 1940—1941 годов вновь вступил в греческую армию офицером.
В годы тройной, германо-итало-болгарской, оккупации Греции, вступил в ряды греческого Сопротивления. В этот же период он стал членом Коммунистической партии.
После войны был советником (1949—1953) и генеральным секретарём (1953—1960) «Общества греческих литераторов».
Был гоним в годы военной диктатуры (1967—1974). Последние годы своей жизни провёл в доме престарелых.

## «История одного пленного»
Греческий писатель и историк Фотиадис, Димитрис пишет, что Дукас родился в том же эолийском треугольнике, что образуют Митилини, Мосхонисиа и Айвалык, где родились современные ему писатели Венезис, Илиас и Миривилис, Стратис. Фотиадис пишет, что у всех трёх писателей основой и источником творчества являются Первая мировая война и Малоазийская катастрофа".
В одной из своих поездок в Пиерию, в качестве корреспондента «Македонии», Дукас, совершенно случайно, в таверне, выслушал и записал историю беженца из Малой Азии.
За стаканом вина беженец рассказывал всё, что он пережил на своей Родине, «до того как её сделали турецкой кемалистские четы».
Беженец (Николас Казакоглу) был в числе десятков тысяч из греческого гражданского мужского населения, отправленных турками в рабочие батальоны вглубь Анатолии после Резни в Смирне, где большинство из них было истреблено в ходе маршей смерти. Николасу удалось бежать и добраться до своей деревни, которую он нашёл опустошённой. Не найдя другого выхода, Николас переоделся и, отправившись в регионы, населённые мусульманами, стал выдавать себя за турка. Николас стал батраком у турецкого землевладельца и длительное время ему удавалось сохранить в тайне своё происхождение. Бежавший вместе с ним односельчанин был опознан и обезглавлен. Когда землевладелец предложил Николасу выдать за него свою племянницу, что могло раскрыть его христианское происхождение, Николас бежал. Ему удалось добраться до Эгейского побережья и переправиться на Лесбос. Выслушав, а точнее подслушав, и записав историю, Дукас поднялся и попросил беженца расписаться, подтверждая этим, что его история правдива. Тот, дрожащей рукой, расписался: Николас Казакоглу. Эпизод стал «событием в литературной истории Греции». Греческий писатель Костас Акривос пишет, что перечитывая «Историю одного пленного», у него постоянно возникает недоумение: Что внёс в повествование Николаса Казакоглу Стратис Дукас? Что внесла литература в повествование беженца, кроме спасения повествования, и совершенно случайно? И, наконец, чему обязана литература Истории и как та возвращает свой долг?.
В результате Акривос написал свой биографический роман о жизни Дукаса — «История одного путника» (2006).
В «Истории одного путника» Дукас (как Казакоглу) рассказывает о своей жизни корреспонденту, который знал Дукаса и написал множество очерков о нём: Георгию Пилихосу.
Димитриос Дзиовас, профессор кафедры новогреческих исследований университета Бирмингема, считает, что «История одного пленного» Дукаса является классическим образцом народной речи и повествования и действует как связующее звено с мемуарами Макриянниса. В «Истории» Дукаса прослеживаются следы вековой устной традиции, ведущей своё начало от Анабасиса Ксенофонта, от древних трагедий, описаний мучеников церкви и народных сказок. «История» утвердилась в сознание критиков и читателей, без предварительного объёма критической и академической литературы, утвердив одновременно Дукаса как литература, поскольку, как считает Дзиовас, другие его труды не смогли бы ему обеспечить столь почётное место.
«История» Дукаса — один из самых коротких и активных рассказов тех, кто не смог вовремя покинуть малоазийский берег в 1922 году. Рассказ сфокусирован на борьбе за выживание пленного Николаса Казакоглу, без особых ссылок на исторические события, оставляя, однако, впечатление, что это деталь широкой драмы. «История» — эпизод эпоса и одновременно личная история, которая помогает проявить голос рассказчика. Но Дукас лишь создаёт видимость своего неучастия в пересказе «Истории». В действительности, немного корректируя часто нехарактерный для греческого языка синтаксис рассказа беженца из Анатолии, а также некоторые факты повествования беженца «для развития Истории», Дукас превратил рассказ Казакоглу в роман.

## Другие работы

### Проза
- Про себя — Εις εαυτόν (1930)
- Письма и разговоры — Γράμματα και συνομιλίες (1965)
- Путник — Οδοιπόρος (1968)
- Связь — Δεσμός (1970)
- Серьги- Ενώτια (1974)
- Маленький брат — Ο μικρός αδελφός 1972.
- Мемуары десяти друзей — Ενθυμήματα από δέκα φίλους μου 1976.
- Двенадцать месяцев — Οι δώδεκα μήνες 1982.
- Теплица — Θερμοκήπιο 1982.

### Биографии
- Яннулис Халепас, новая биография — Γιαννούλης Χαλεπάς, νέα βιογραφικά (1952)
- Яннулис Халепас, каталог его работ — Γιαννούλης Χαλεπάς, κατάλογος των έργων του (1962)
- Жизнь одного Святого (Халепас) — Ο βίος ενός Αγίου (Χαλεπάς (1967)
- Иконографический эпос Восточной Церкви — Το εικονογραφικό έπος της Ανατολικής Εκκλησίας 1948
- Художник Спирос Папалукас — Ο Ζωγράφος Σπύρος Παπαλουκάς (1966)

### Трактаты
- Предположения и решения касательно проблем связанных с жизнью и творчеством Яннулиса Халепаса — Υποθέσεις και λύσεις πάνω σε προβλήματα της ζωής και του έργου του Γιαννούλη Χαλεπά. (1970)
- Отзывы и суждения — Μαρτυρίες και κρίσεις 1972)

## Альбомы
- Рисунки Стратиса Дукаса, 1979.

## Память
Афинский муниципалитет Зографу где писатель жил многие годы создал Музей Стратиса Дукаса, где выставлены рукописи и рисунки Дукаса.